# يزيد بن الوليد
أبُو خالِد يَزيد الثَّالِث بن الوَليد بن عَبد المَلِك بن مُروان بن الحَكَم الأُمَويُّ القُرَشيُّ (86 - 126 هـ / 705 - 744 م) وهو الخليفة الأموي الثاني عشر. توفي بعد توليه الخلافة بقليل فلم يدم حكمه أكثر من ستة أشهر. سمي بيزيد الناقص لأنه أراد أن يقتدي بعمر بن عبد العزيز فأنقص رواتب الجيش أسوة بعمر بعد أن كان يزيد الثاني الخليفة الأموي التاسع قد زادها بعد توليه الخلافة.
تولى الحكم بعد قيامه بانقلاب على ابن عمه الوليد بن يزيد إذ تحرك من ضاحية المزة إحدى ضواحي دمشق وسيطر على المسجد الجامع وأرسل قائدا من عنده استطاع إلقاء القبض على الوليد الثاني في قصره وقتله. كانت نفسه تميل للإصلاح وكان متقشفا. ولى عهده أخوه إبراهيم بن الوليد.
كان أول من خرج بالسلاح في العيدين. خرج يومئذ بين صفين من الخيل عليهم السلاح من باب الحصن إلى المصلى.

## من خطبه بعد مقتل الوليد
"إني والله ما خرجت أشرا ولا بطرا، ولا حرصا على الدنيا، ولا رغبة في الملك، وإني لظلوم لنفسي إن لم يرحمني ربي، ولكن خرجت غضبا لله ولدينه، وداعيا إلى كتاب الله وسنة نبيه، حين درست معالم الهدى، وطفئ نور أهل التقوى، وظهر الجبار المستحل للحرمة، والراكب البدعة، فأشفقت إذ غشيكم ظلمه أن لا يقلع عنكم من ذنوبكم، وأشفقت أن يدعو أناسا إلى ما هو عليه، فاستخرت الله، ودعوت من أجابني، فأراح الله منه البلاد والعباد.
أيها الناس إن لكم عندي إن وليت أن لا أضع لبنة على لبنة، ولا أنقل مالا من بلد إلى بلد حتى أسد الثغور، فإن فضل شيء رددته إلى البلد الذي يليه، حتى تستقيم المعيشة وتكون فيه سواء، فإن أردتم بيعتي على الذي بذلت لكم، فأنا لكم، وإن ملت، فلا بيعة لي عليكم، وإن رأيتم أقوى مني عليها، فأردتم بيعته، فأنا أول من يبايع، ويدخل في طاعته، وأستغفر الله لي ولكم"